# レイ・コープランド
レイ・コープランド（Ray Copeland、1926年7月17日 - 1984年5月18日）は、アメリカのジャズ・トランペット奏者、音楽指導者。

## 生い立ち
コープランドはバージニア州ノーフォークで生まれ、ブルックリンのベッドフォード＝スタイベサント地区にあるボーイズ高校で学んだ。

## 業績
コープランドの活動的なキャリアは、1940年代から1980年代にまで及んだ。彼はキャリアを通じて多くのスウィングやハード・バップの公演に参加し、1957年6月に録音されたセロニアス・モンクの有名なアルバム『モンクス・ミュージック』にも参加した。コープランドはスウィングした明るいアプローチで演奏したが、リー・モーガンやクリフォード・ブラウンなど、当時の他のトップ・トランペット奏者の影に隠れていた感は否めない。1968年にセロニアス・モンクとツアーを行い、1973年のニューポート・ジャズ・フェスティバルに出演した。後にコープランドはハンプシャー・カレッジの音楽教授となり、ジャズの作曲を教えた。
1974年に彼は『The Ray Copeland Method and Approach to the Creative Art of Jazz Improvisation』という本を出版した。コープランドがセッション・リーダーとして録音することはなかった。

## 私生活
コープランドの息子、キース・コープランドは著名なジャズ・ドラマーであった。レイは、1984年にマサチューセッツ州サンダーランドで心臓発作により亡くなった。

## ディスコグラフィ

### 参加アルバム
セロニアス・モンク
- We See (1954年、Dreyfus)
- 『セロニアス・モンク・クインテット』 - Monk (1956年、Prestige)
- 『モンクス・ミュージック』 - Monk's Music (1957年、Riverside)
- 『セロニアス・モンク・ウィズ・ジョン・コルトレーン』 - Thelonious Monk with John Coltrane (1961年、Riverside) ※1957年録音
- Blue Monk, Vol. 2 (1971年、Prestige) ※1954年録音
- Complete Live at the Five Spot 1958 with John Coltrane (2009年) ※1958年録音

スペックス・パウエル
- 『ムーヴィン・イン』 - Movin' In (1957年、Roulette)

ランディ・ウェストン
- 『モダン・アート・オブ・ジャズVol.3』 - The Modern Art of Jazz by Randy Weston (1956年、Dawn)
- 『リトル・ナイルス』 - Little Niles (1958年、United Artists)
- 『ハイライフ』 - Highlife (1963年、Colpix)
- 『アフリカン・クックブック』 - Randy (1964年、Bakton) ※後に『African Cookbook』(Atlantic) として1972年にリリース
- 『ライヴ・アット・モンタレー'66』 - Monterey '66 (1966年、Verve)
- 『タンジャ』 - Tanjah (1973年、Polydor)

ジミー・ウィザースプーン
- 『ゴーイン・トゥ・カンサス・シティ・ブルース』 - Goin' to Kansas City Blues (1958年、RCA Victor) ※with ジェイ・マクシャン

その他
- アーニー・ウィルキンス : 『トップ・ブラス』 - Top Brass (1955年、Savoy)
- フランキー・レイン : 『ジャズ・スペクタキュラー』 - Jazz Spectacular (1956年)
- ライオネル・ハンプトン : Look! (1956年)
- アート・ブレイキー : 『アート・ブレイキー・ビッグ・バンド』 - Art Blakey Big Band (1957年、Bethlehem)
- オスカー・ペティフォード : 『オスカー・ペティフォード・イン・ハイファイ Vol.2』 - The Oscar Pettiford Orchestra in Hi-Fi Volume Two (1957年、ABC-Paramount)
- ダイナ・ワシントン : 『ファッツ・ウォーラー・ソングブック』 - Dinah Washington Sings Fats Waller (1957年)
- フィル・ウッズ : 『スガン』 - Sugan (1957年、Status)
- キャット・アンダーソン : Cat on a Hot Tin Horn (1958年)
- ベティ・カーター : 『アウト・ゼア・ウィズ・べティー・カーター』 - Out There (1958年)
- ジョニー・リチャーズ : The Rites of Diablo (1958年)
- ジミー・クリーブランド : A Map of Jimmy Cleveland (1959年、Mercury)
- ボブ・ブルックマイヤー : Portrait of the Artist (1960年、Atlantic)
- ベティ・カーター : I Can't Help It (1961年)
- アート・ファーマー : 『リッスン・トゥ・アート・ファーマー＆オーケストラ』 - Listen to Art Farmer and the Orchestra (1962年、Mercury)
- デイヴ・パイク : 『マンハッタン・ラテン』 - Manhattan Latin (1964年、Decca)
- グロリア・コールマン : 『シングス・アンド・スウィングス・オルガン』 - Sings And Swings Organ (1965年、Mainstream)
- ブッカー・アーヴィン : 『ブッカー・ン・ブラス』 - Booker 'n' Brass  (1967年、Pacific Jazz)
- クラーク・テリー : 『クラーク・テリー&ビッグ・バッド・バンド』 - Big B-A-D Band in Concert, Live 1970 (1975年)
- アーチー・シェップ : Attica Blues Big Band (1979年)[4]